# Frances Hardinge
Frances Hardinge (ur. 6 lutego 1973 w Brighton, East Sussex) – brytyjska pisarka, twórczyni literatury dziecięcej i młodzieżowej, autorka powieści i opowiadań.

## Życiorys
Urodziła się w Brighton jako córka Juliana Alexandra Hardinge’a, 4. barona Hardinge of Penshurst (hrabstwo Kent), w latach 1997–1999 członka brytyjskiej Izby Lordów, i Anthei June West. Dorastała w Penshurst, po czym studiowała anglistykę w Somerville College na Uniwersytecie Oksfordzkim. W 2006 roku za swoją pierwszą powieść Fly by Night otrzymała nagrodę Branford Boase Award. W 2015 roku powieść Drzewo kłamstw przyniosła jej Nagrodę Costa i nominację do Carnegie Medal. W 2018 roku została wybrana członkinią Royal Society of Literature. Mieszka w Oksfordzie.

## Twórczość
Powieści Frances Hardinge rozgrywają się w przeszłości (Drzewo kłamstw w XIX wieku, Czara cieni w XVII wieku) lub wyimaginowanych krainach (Światło głębin w fikcyjnym archipelagu Miriad); charakteryzują się subtelnym intelektualizmem i wartką akcją. Niektóre z jej książek nawiązują do powieści gotyckiej. W 2017 roku brytyjski pisarz i dziennikarz Philip Womack nazwał Frances Hardinge „mistrzynią tworzenia przerażającej wspaniałości” i zwracał uwagę na jej niezwykły smak językowy.

### Powieści
- Fly by Night (2005)
- Verdigris Deep (2007), inny tytuł Well Witched[16]
- Gullstruck Island (2009), inny tytuł The Lost Conspiracy[16]
- Twilight Robbery (2011), inny tytuł Fly Trap (kontynuacja Fly by Night)[16]
- A Face Like Glass (2012)
- Cuckoo Song (2014), wyd. polskie Śpiew kukułki (2018), tłum. Krzysztof Mazurek, ISBN 978-83-8015-596-1
- The Lie Tree (2015), wyd. polskie Drzewo kłamstw (2017), tłum. Krzysztof Mazurek, ISBN 978-83-8015-598-5
- A Skinful of Shadows (2017), wyd. polskie Czara cieni (2019), tłum. Anna Bereta-Jankowska, ISBN 978-83-8143-076-0
- Deeplight (2019), wyd. polskie Światło głębin (2021), tłum. Tomasz Wyżyński, ISBN 978-83-8143-620-5
- Unraveller (2022)

### Opowiadania
- Shining Man  (2001)
- Communion  (2002)
- Captive Audience (2002)
- Bengal Rose (2003)
- Black Grass (2005)
- Halfway House (2006)
- Behind The Mirror (2007)
- Payment Due (2012)
- Flawless (2013)
- Hayfever (2013)
- Slink-Thinking (2014)
- Devil’s Bridge (2014)
- Blind Eye (2019)
- TBC (2016)